# Vienna Classic Days

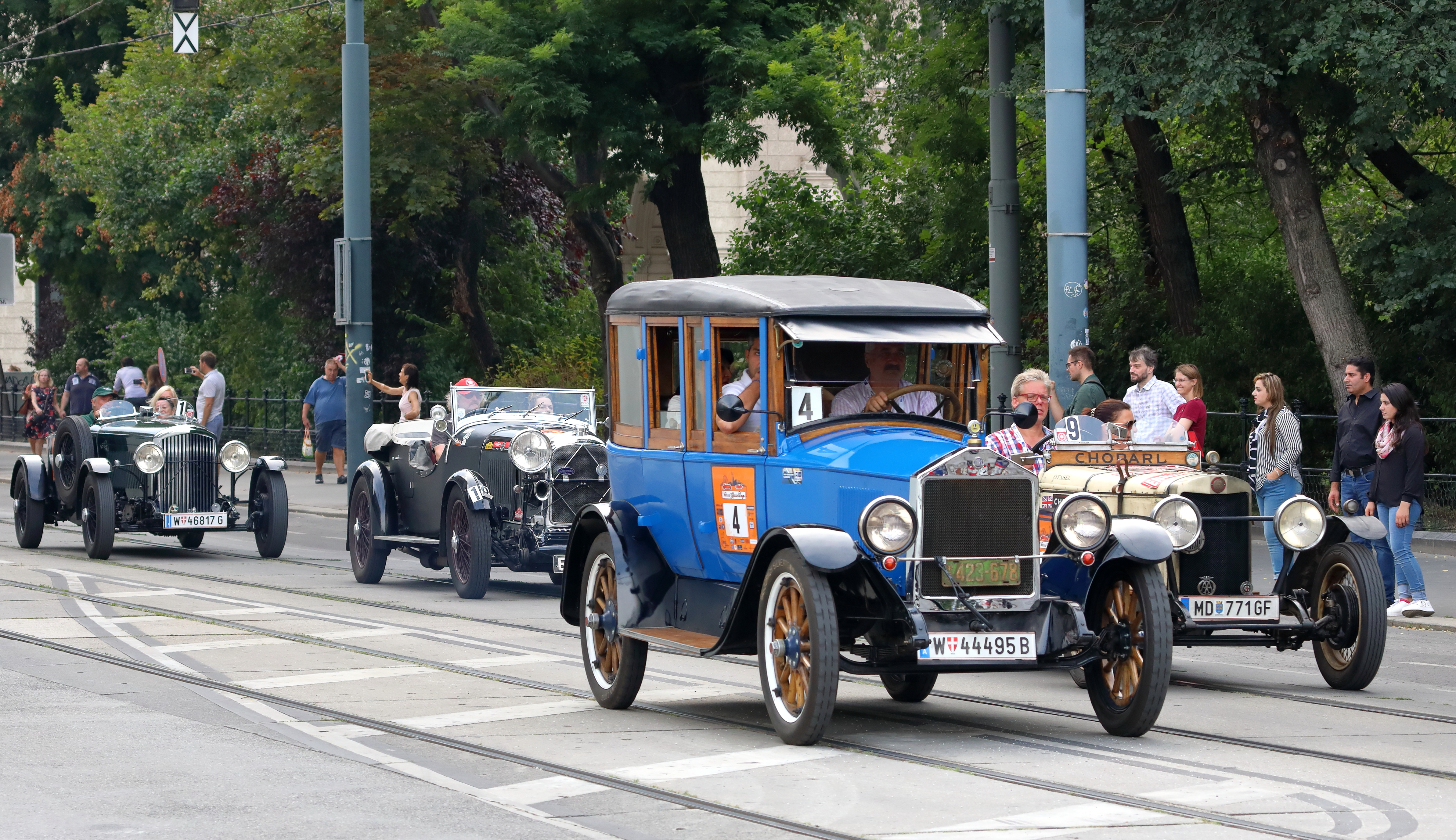
Vienna Classic Days 2019

Die Vienna Classic Days sind eine jährliche Oldtimerveranstaltung im Sommer mit touristisch-sportlichen Fahrten in Wien. Aktuell (2019) nehmen über 200 im öffentlichen Straßenverkehr zugelassene Oldtimer und Youngtimer an einem umfangreichen zweitägigen Programm teil. Den Höhepunkt bildet, vom Rathausplatz ausgehend, die große Parade über die Ringstraße, die zu diesem Zwecke für den öffentlichen Verkehr gesperrt wird.
Veranstalter ist die Eventagentur Motor Mythos Bromberger, die 2003 im Zuge der Motor-Mythos-Trophy erstmals mit rund 80 Oldtimern diese Veranstaltung in Wien abhielt. 2004 war das Wiener Event Teil der neuen Semperit-Rally, die vom Bodensee nach Wien führte. Seit 2003 findet die Veranstaltung jährlich statt, mit der Ausnahme des Jahres 2013, wo die Veranstaltung wegen Terminkollision mit der Wiener Streetparade abgesagt wurde.